# Gerardsmolen
De Gerardsmolen is een korenmolen in Wippelgem (Evergem). Deze bergmolen verving een eerdere staakmolen op dezelfde plaats, waar al sinds 1645 een korenmolen stond. De oude molen werd in 1864 vervangen door mulder Gerard Neyt, vanaf dat moment heette de molen Gerardsmolen. Het is een kettingkruier die tot 1870 in tijden van windstilte werd bijgestaan door een rosmolen. In 1870 werd de rosmolen vervangen door een stoommachine. De Gerardsmolen is tot ca. 1940 in bedrijf geweest en raakte daarna in verval. De gemeente kocht de molen in de jaren 1960. Nadat in november 1982 de noodkap van de molen werd geblazen, werd hij gerestaureerd. Een restauratie van 2002-2003 maakte de molen weer maalvaardig. De molen is regelmatig in bedrijf dankzij vrijwilligers van de vereniging "De Gerardsmolen".